# Luminárias
Luminárias là một đô thị thuộc bang Minas Gerais, Brasil. Đô thị này có diện tích 498,715 km², dân số năm 2007 là 5374 người, mật độ 11,4 người/km².